# Liste starker Verben (bairische Sprache)
Die folgende Übersicht über die starken Verben des Bairischen erfolgt nach den historischen Ablautklassen, das heißt nach dem Vokalwechsel, der im Wortstamm stattfindet; es werden jeweils der Infinitiv und das Partizip Perfekt zur Bildung der Vergangenheit angegeben. Zusätzlich findet sich ein Hinweis zur Konjunktiv-Bildung, wenn der Stammvokal der Konjunktivformen von dem des Infinitivs abweicht. Der i-Umlaut im Präsens Singular findet, anders als im Hochdeutschen, auch in der ersten Person Singular statt. Der Konjunktiv wird, wo nicht angegeben, schwach gebildet (also zu bleim: i bleibat „ich bliebe“; formal einem hdt. schwach gebildeten „ich bleibete“ entsprechend).

## 1. Ablautklasse

### 1. Gruppe: ei > i (mhd.î > i)
- beissn – bissn (beißen, gebissen)
- leiddn – gliddn (läuten, geläutet)
- greiffa – griffa (greifen, gegriffen)
- reissn – grissn (reißen, gerissen)
- reiten – grittn (reiten, geritten)
- scheissn – gschissn (scheißen, geschissen)

### 2. Gruppe: ei > ie (mhd. î > i)
- bleim – bliem (bleiben, geblieben)
- dreim – driem (treiben, getrieben)
- leing/leicha – glieng/gliecha (leihen, geliehen)
- reim – griem (reiben, gerieben)
- scheim – gschiem (kegeln, gekegelt)
- schneim – gschniem (schneien, geschneit) – auch schwach: gschneibt
- schnein – gschnien (schneiden, geschnitten)
- schreim – gschriem (schreiben, geschrieben)
- speim – gspiem (speien, gespien)
- steing – gstieng (steigen, gestiegen)

## 2. Ablautklasse

### 1. Gruppe: ia > o (mhd. ie > o)
(Das Nordbairische hat zum Teil statt ia entweder äi oder oi, ui, z. B. läign, loing, luing lügen, valoisn, fruisn verlieren, frieren)
- biang – bong (biegen, gebogen)
- (da)frian – (da)froan ((er)frieren, (er)froren)
- fliang – gflong (fliegen, geflogen)
- gliam – glom (klieben, gekloben = „Holz spalten“)
- griacha – grocha (kriechen, gekrochen)
- liang – glong (lügen, gelogen)
- riacha – grocha (riechen, gerochen)
- schiam – gschom (schieben, geschoben)
- schiassn – gschossn (schießen, geschossen)
- schliaffa – gschloffa (schliefen, geschloffen = „schlüpfen“)
- valian – valoan (verlieren, verloren)
- wiang – gwong (wiegen, gewogen)
- ziang – zong (ziehen, gezogen)

### 2. Gruppe: à > u (mhd. û > o)
- sàffa (meist: i sauf) – gsuffa (saufen, gesoffen)

### 3. Gruppe: sekundäre Mischungen verschiedener Klassen
- làffa (meist: i lauf) – gloffa (laufen, gelaufen) – mit ursprünglichem Partizip glàffa auch zur 7. Ablautklasse
- scheim – gschom (kegeln, gekegelt) – mit ursprünglichem Partizip gschiem auch zur 1. Ablautklasse

## 3. Ablautklasse

### 1. Gruppe: i > u (mhd. i > u)
- brinna – brunna (brennen, gebrannt; intransitiv; nur gebietsweise)
- dawischn – dawuschn (erwischen, erwischt) – auch schwach: dawischd
- drinna – drunna (entkommen, entkommen) – auch schwach: drinnt
- dringa (1) – drunga (dringen, gedrungen)
- dringa (2) – drunga (trinken, getrunken)
- fiachtn – gfuachtn (fürchten, gefürchtet) – auch nach der 2. Gruppe: gfoachtn
- gwinna – gwunna (gewinnen, gewonnen)
- rinna – grunna (rinnen, geronnen)
- schindn – gschundn (schinden, geschunden)
- schwimma – gschwumma (schwimmen, geschwommen)
- singa – gsunga (singen, gesungen)
- spinna – gspunna (spinnen, gesponnen)
- springa – gsprunga (springen, gesprungen)
- stinga – gstunga (stinken, gestunken)
- winga – gwunga (winken, gewinkt)
- winschn – gwunschn (wünschen, gewünscht)
- zindn – zundn (zünden, gezündet)
- zwinga – zwunga (zwingen, gezwungen)

### 2. Gruppe: ea > å/oa  (mhd. ë > o vor r + Konsonant)
- feachtn – gfoachtn (fürchten, gefürchtet) – auch nach der 1. Gruppe
- steam (i stiab) – gståm, gstoam (sterben, gestorben)
- vadeam (i vadiab) – vadåm, vadoam (verderben, verdorben)
- weaffa (i wiaf) – gwåffa, gwoaffa (werfen, geworfen)
- weam (du wiabst) – gwåm, gwoam (werben, geworben)
- wean (Kj. i wiad) – woan (werden, geworden; Präsens im Ggs. zum Hochdeutschen ohne Umlaut: du weast)

### 3. Gruppe: öi/äi > ui/oi (mhd. ë > o vor l + Konsonant)
- gäitn (des guit) – goitn oder göitn – guitn (gelten, gegolten)
- häiffa (i huif) – ghoiffa oder höiffa – ghuiffa (helfen, geholfen)
- mäiggn – gmoiggn (melken, gemolken)
- schäitn – gschoitn (schelten, gescholten; fluchen, geflucht)
- schmäizn – gschmoizn oder schmöizn – gschmuizn  (schmelzen, geschmolzen)

## 4. Ablautklasse

### 1. Gruppe: e > u und öi/äi > ui/oi (mhd. ë > o vor einfachem Konsonanten)
- nehma (i nimm, Kj. i nàhmad) – gnumma (nehmen, genommen)
- stöin (Kj. i stehlad) – gstuin oder stäin – gstoin (stehlen, gestohlen)

### 2. Gruppe: e > o (mittelhochdeutsch verschiedenen Fälle)
- daschrecka (i daschrig) – daschrocka (erschrecken, auch transitiv) – im Präsens immer, im Perfekt transitiv daneben auch schwach: derschreckd
- dreffa (i drif) – droffa (treffen, getroffen)
- hem – kom (heben, gehoben) – auch schwach: ghebbd
- kemma (i kim, Kj. i kàmad oder i kàm) – kemma (kommen, gekommen)

## Historische 5., 6. und 7. Ablautklasse

### 1. Gruppe: Verben mit gleichem Ablaut in Infinitiv und Partizip II (mhd. a, â, ë, ei, ô, ou, uo > a, â, ë, ei, ô, ou, uo)
- bacha (i back, mia bachan, és backz) – bacha (backen, gebacken) – auch schwach: baggd
- drång (Kj. i dràgad oder auch i dragad/drågad ) – drång (tragen, getragen)
- eischåiddn – eigschåiddn (einschalten, eingeschaltet)
- essn (i iß) – gessn (essen, gegessen)
- fagessn (i vagiß) – fagessn (vergessen, vergessen)
- fåin (Kj. i fallad) – gfåin (fallen, gefallen)
- fressn (i friß) – gfressn (fressen, gefressen)
- gem (i gib, Kj. i gàbad oder i gàb) – gem (geben, gegeben)
- gråm – gråm (graben, gegraben)
- hoaßn – ghoaßn (heißen, geheißen)
- làffa – glàffa oder gloffa (laufen, gelaufen)
- lån – glån (laden, geladen)
- låssn – låssn (lassen, gelassen) – in der Bedeutung "furzen": glåssn (auch nach Infinitiv: "er hat oan fahrn glåssn"), sonst im Gegensatz zum Hdt. immer "låssn", egal ob mit Infinitiv oder nicht
- lesn (i lies) – glesn (lesen, gelesen)
- måin (i mahlad) – gmåin (mahlen, gemahlen)
- måin (i malad) – gmåin (malen, gemalt)
- messn (i miß) – gmessn (messen, gemessen)
- ruaffa (Kj. i riaffat) – gruaffa (rufen, gerufen)
- schlaffa – gschlaffa (schlafen, geschlafen)
- sèng (i sig, Kj. i sàgad) – gsèng (sehen, gesehen)
- wachsn – gwachsn (wachsen, gewachsen)
- waschn – gwaschn (waschen, gewaschen)

### 2. Gruppe: Spezialfälle (mhd. i > ë; ê > a)
- biddn – been (bitten, gebeten; einladen, eingeladen) – auch schwach: bidd oder ausnahmsweise mit deutlich hörbarem unbetonten e: biddet
- ling (Kj. i làgad) – gleng (liegen, gelegen)
- sitzn – gsessn (sitzen, gesessen)
- geh (i gäh, Kj. i gàngad(ad) oder selten i gàng) – ganga (gehen, gegangen; historisch zur 7. Ablautklasse)
- steh (i stäh, Kj. i stêgad oder selten i stàndad) – gstandn (stehen, gestanden; historisch zur 6. Ablautklasse)

## Sonderfälle
- bringa – bråcht (bringen, gebracht; historisch kein Ablaut, sondern ein Rückumlaut)
- doa (i dua, mia dean/dàn, és deaz/dàz, de dàn, Kj. i dàd oder i dàdad) – dô (tun; historisch außerhalb der Ablautklassen stehend. "dàd" wird auch fast immer statt hdt. "würde" für den periphrastischen Konjunktiv herangezogen)
- sei (i bin, du bist, er is, mia san, és saz, de sand) – war (Kj. i wàr, i wàrad) – gwen (sein; historisch aus drei Wortwurzeln bestehend. Imperfekt wird ausgebildet, Erzählzeit ist aber auch hier Perfekt)

## Schwache Verben
Genannt werden nur jene, die im Gegensatz zum Hochdeutschen schwach beziehungsweise ohne Rückumlaut sind.
- aufhebbm – aufghebbd (aufheben) – auch stark: aufghoom
- bagga – baggd (backen) – auch stark: bagga
- biddn – bidd (bitten, einladen) – auch stark: been
- brenna – brennd (brennen), s. a. oben
- denga – denggd (denken)
- fanga – gfangd (fangen)
- haua – ghaud (hauen)
- henga – ghenggd (hängen)
- scheina – gscheind (scheinen, vom Licht) – „den Anschein haben“ heißt normalerweise nicht scheina